# Killers (Kiss-Album)
Killers ist das zweite Kompilationsalbum der US-amerikanischen Hard-Rock-Band Kiss und erschien 1982. Es enthält neben acht Best-of-Songs auch vier neue Tracks. Diese LP stellt eine Zäsur in der Musikgeschichte der Gruppe dar.

## Entstehungsgeschichte

### Einordnung in den musikalischen Hintergrund
Mit dem Album Dynasty wichen Kiss 1979 erstmals von ihrer ursprünglichen Linie ab. Denn dieses sowie das 1980 erschienene Folgealbum Unmasked waren durch die seinerzeit starke, den Musikbereich weitgehend beherrschende Discowelle Ende der 1970er geprägt. Diese Zwischenphase dauerte etwa zwei Jahre und wurde 1981 durch eine Ein-Jahres-Phase abgelöst, die als musikalisches Desaster gilt. In jenem Jahr stellte die Gruppe das Konzeptalbum Music from the Elder vor, das eine Art Fantasy-Rock darstellte und auf dem Fanfaren und Symphonieorchestermusik eine wesentliche Rolle spielten. Das Album erhielt zwar gute Kritiken, die Musik hatte sich vom ursprünglichen Kiss-Sound jedoch so weit entfernt, dass das Album bei der Anhängerschaft als Tiefpunkt gilt und ein kommerzieller Misserfolg wurde.
Auf diese beiden Zwischenphasen folgte 1982 ein musikalisch radikaler und durchgreifender Richtungswechsel hin zum ursprünglichen Hard Rock. Die 1982 erschienene Mischung aus Kompilations- und Studioalbum Killers deutete dies bereits an. Das dort verwendete Material für die vier neuen Songs hatten die Bandmitglieder Paul Stanley und Gene Simmons zeitgleich mit dem Material für das im selben Jahr erschienene Folgealbum Creatures of the Night geschrieben, mit dem sich Kiss mit lautem, rhythmischem, bass- und gitarredominiertem Hard Rock zurückmeldeten. Das Album Killers wurde nur außerhalb der USA offiziell veröffentlicht, gelangte aber als Import zurück in die Vereinigten Staaten.

### Entstehung und Ergebnis

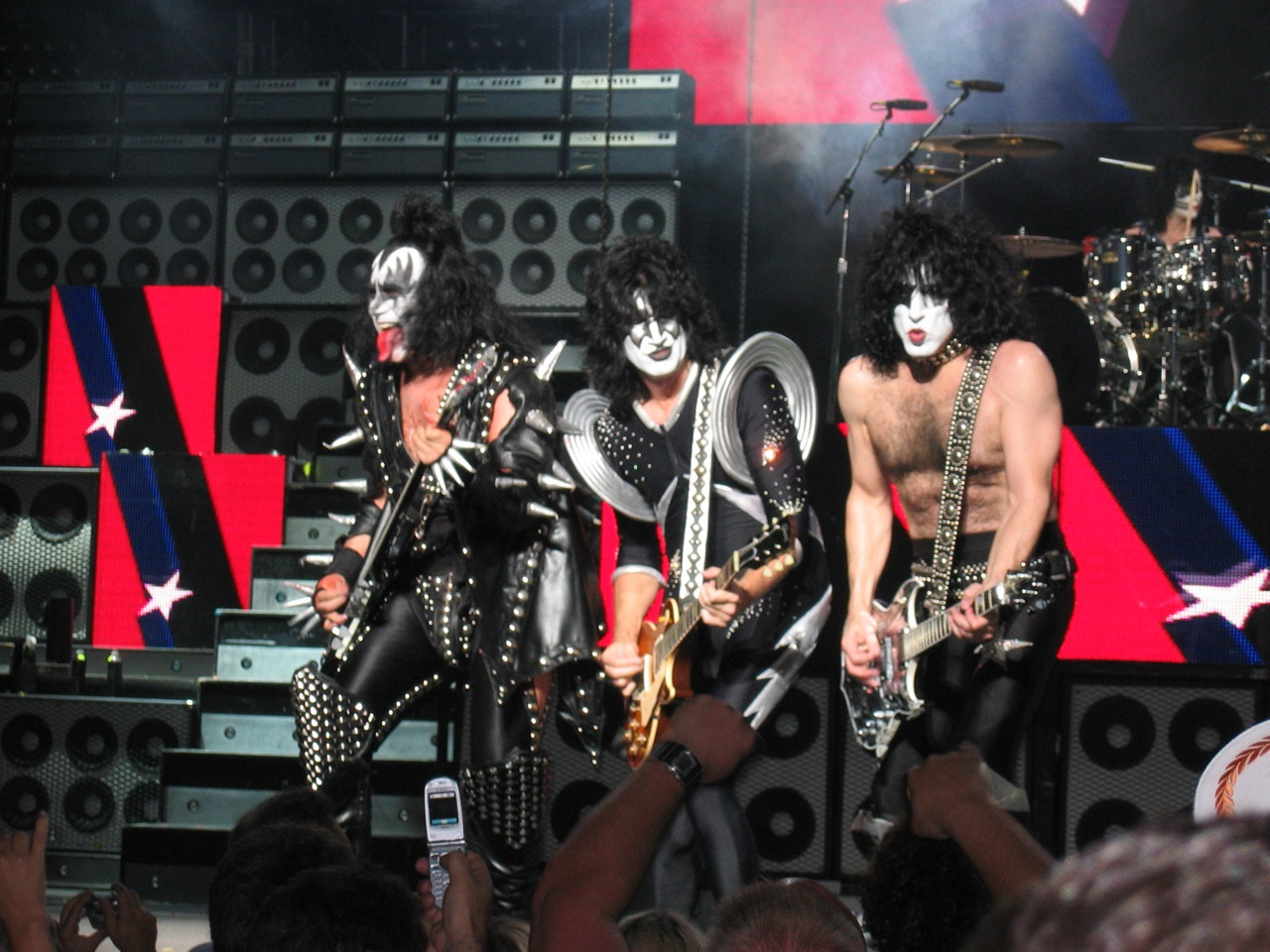
Kiss in ihrem Make-up in Boston 2004

Sänger und Rhythmusgitarrist Paul Stanley äußert sich zu Entstehung und Ergebnis so: „Damit versuchten wir, nach ‚The Elder‘ unser Gleichgewicht und unsere Vernunft wiederzufinden. Wir waren an einem interessanten Punkt angelangt. Wir machten uns bereit für ‚Creatures‘. Das Material von ‚Killers‘ sahen wir dabei als Warm-up an, denn wir beschlossen, dass wir zu unserer wahren Stärke zurückfinden und zu dem werden wollten, was uns früher ausgemacht hatte. […] Das Album kam nach ‚The Elder‘ heraus und es kam uns durch dessen Misserfolg so vor, als hätte Mike Tyson uns persönlich k.o. geschlagen. Deshalb dauerte es eine Weile, bis wir die Spinnweben in unseren Köpfen entfernten und anfingen, neue Songs zu schreiben. Als wir die ersten neuen Songs schrieben, fühlten wir, wie wir langsam wieder Boden unter den Füßen gewannen. […] Alles auf ‚Killers‘ klang verwirrt, doch es war zumindest ein guter Versuch, ‚The Elder‘ hinter sich zu lassen sowie den Exzessen der lethargisch und überheblich werdenden Rockstars ein Ende zu bereiten.“
Studiogitarrist Bob Kulick, der Bruder des späteren Kiss-Leadgitarristen Bruce Kulick, analysiert das Ergebnis: „Michael (James Jackson) war bei dem Album so etwas wie ein Schiedsrichter, denn Paul und Gene schienen sich nicht einig zu werden, welche Richtung die Band einschlagen sollte. Das war bei ihnen zwar nichts Neues, doch wenn man gerade ein Album produziert, wird so etwas irgendwann belastend. […] ‚Killers‘ und ‚Creatures‘ entstanden mehr oder weniger zur gleichen Zeit. […] Ich hätte mir gewünscht, dass es den gleichen Sound wie ‚Creatures‘ bekommen hätte.“
Produzent Michael James Jackson beschreibt Entstehung und Ergebnis der Produktion wie folgt: „Wir lernten uns nach ‚The Elder‘ kennen. Damals kam es mir so vor, als wären sie in Bezug auf die Musik ganz schön durcheinander. Kiss hatten früher so großen Erfolg gehabt, dass sie, und dabei vor allem Gene, sehr enttäuscht gewesen sein müssen, als ‚The Elder‘ plötzlich nicht mehr so wohlwollend aufgenommen wurde wie die vorhergehenden Alben. Es kam mir auch so vor, als wäre ihre Karriere zum Stillstand gekommen. Zu jener Zeit orientierten sich die meisten großen Rock ’n’ Roll-Bands mehr an melodischen Songs. Ich wollte ihnen helfen, das Problem zu lösen und versuchte, sie dazu zu bringen, alte Gewohnheiten abzulegen, das heißt, sich statt auf die Attitüde und Performance mehr auf Melodie und die Songs an sich zu konzentrieren. Während es noch niemand geschafft hatte, die erstaunliche, theatralische Live-Performance von Kiss zu kopieren, wurde klar, dass es Zeit war, ein völlig anderes Album aufzunehmen. […] Ich denke, sie wollten auch unbedingt andere Alternativen ausprobieren, denn es war ihnen bewusst, dass das altbewährte Erfolgsrezept von Kiss nicht mehr funktionierte. […] Wir versuchten alle, etwas aufzubauen, und waren fest entschlossen, der Band wieder zu einer eigenen Identität zu verhelfen und ihren wahren Spirit einzufangen. Während der Aufnahmen zu ‚Killers‘ begannen wir gleichzeitig auch noch mit der Arbeit an der ‚Creatures‘-LP. […] Ich für meinen Teil wollte ihnen unbedingt helfen, wieder dahin zu kommen, wo sie früher gewesen waren. Mit ‚Killers‘ war der Anfang gemacht, doch ich denke, dass sie es erst mit ‚Creatures‘ wirklich schafften.“

## Titelliste
1. 3:59 I’m a Legend Tonight (Gesang: Paul Stanley; Text und Musik: Paul Stanley und Adam Mitchell)
2. 3:31 Down on Your Knees (Gesang: Paul Stanley; Text und Musik: Paul Stanley, Mikel Japp, Bryan Adams)
3. 4:20 Cold Gin (Gesang: Gene Simmons; Text und Musik: Ace Frehley)
4. 3:17 Love Gun (Gesang: Paul Stanley; Text und Musik: Paul Stanley)
5. 2:40 Shout It Out Loud (Gesang: Paul Stanley und Gene Simmons; Text und Musik: Paul Stanley, Gene Simmons, Bob Ezrin)
6. 3:59 Sure Know Something (Gesang: Paul Stanley; Text und Musik: Paul Stanley, Vini Poncia)
7. 4:32 Nowhere to Run (Gesang: Paul Stanley; Text und Musik: Paul Stanley)
8. 3:45 Partners in Crime (Gesang: Paul Stanley; Text und Musik: Paul Stanley, Adam Mitchell)
9. 3:35 Detroit Rock City (Gesang: Paul Stanley; Musik: Paul Stanley, Bob Ezrin)
10. 4:11 God of Thunder (Gesang: Gene Simmons; Text und Musik: Paul Stanley)
11. 4:18 I Was Made for Lovin’ You (Gesang: Paul Stanley; Text und Musik: Paul Stanley, Desmond Child)
12. 3:58 Rock and Roll All Night (Gesang: Gene Simmons, Paul Stanley; Musik: Paul Stanley, Gene Simmons)

## Charterfolge
In Norwegen gelangte das Album mit Platz sechs in die Top 10. Auf Platz 14 war es in Österreich. Platz 21 erreichte die LP in Australien. In den deutschen Albumcharts erreichte das Album zunächst Rang 28 bei seiner Erstveröffentlichung, 2021 stieg das Album wieder in die deutschen Albumcharts ein und erreichte dabei Rang zehn. Vergleichsweise abgeschlagen war das Album in Schweden mit Platz 41 und in Großbritannien mit Platz 42. In den USA gelangte es überhaupt nicht in die Charts.
Auskopplungen waren nicht vorgesehen. Keines der vier neuen Lieder I’m a Legend Tonight, Down on Your Knees, Nowhere to Run und Partners In Crime gelangte national oder international in die Charts.

## Kritiken
- Bravo meinte 1982: „Bevor Gene, Paul, Ace und Eric tatsächlich mit dem zweiten Teil ihres […] Langweilers ‚The Elder‘ aufwarten, scheinen sie, vielleicht, verunsichert von der Reaktion vieler ihrer alten Fans noch mal eine Denkpause eingelegt zu haben. Die Album-Pause wird gefüllt mit einer Sammlung großer Hits, die den angenehmen Nebeneffekt hat, dass sie die großen alten Kiss-Zeiten noch mal lebendig werden lässt. […] Lobenswerterweise haben die Rock-Monster auch noch ein paar Fetzer neueren Datums, die bisher noch nicht veröffentlicht waren, unter ihre alten Heldentaten gemischt.“[10]